# Lavieu
Lavieu là một xã trong tỉnh Loire miền trung nước Pháp.